# Sandra Nettelbeck
Sandra Nettelbeck (Amburgo, 4 aprile 1966) è una regista e sceneggiatrice tedesca.

## Filmografia parziale

### Regista e sceneggiatrice
- Unbeständig und kühl - film TV (1996) - anche attrice
- Mammamia - film TV (1998)
- Ricette d'amore (Bella Martha) (2001) - anche attrice non accreditata
- Sergeant Pepper (2004)
- Helen (2009)
- Mister Morgan (Mr. Morgan's Last Love) (2013)
- Was uns nicht umbringt (2018)

### Sceneggiatrice
- Sapori e dissapori (No Reservations) (2007) - soggetto
- Ich bin dann mal weg (2015)
- Hanni & Nanni: Mehr als beste Freunde (2017)